# Robert Kabbas
Robert Kabbas (ur. 15 marca 1955 w Aleksandrii) – australijski sztangista.
Trzykrotny olimpijczyk (1976, 1980, 1984), srebrny medalista olimpijski (1984), wicemistrz świata (1984) oraz trzykrotny medalista igrzysk Wspólnoty Narodów w podnoszeniu ciężarów.
Startował w wadze średniej (do 75 kg), lekkociężkiej (do 82,5 kg) oraz półciężkiej (do 90 kg).

## Osiągnięcia

### Letnie igrzyska olimpijskie
- Los Angeles 1984 –  srebrny medal (waga lekkociężka)

### Mistrzostwa świata
- Los Angeles 1984 –  srebrny medal (waga lekkociężka) – mistrzostwa rozegrano w ramach zawodów olimpijskich

### Igrzyska Wspólnoty Narodów
- Edmonton 1978 –  złoty medal (waga lekkociężka)
- Brisbane 1982 –  złoty medal (waga półciężka)
- Edynburg 1986 –  srebrny medal (waga lekkociężka)